# Friedrich Carl Perponcher
Friedrich Carl Albert Fredy Egon Graf von Perponcher-Sedlnitzky (* 23. August 1896 in Demmin, Deutsches Reich; † 28. Dezember 1957 in Bad Doberan) war ein deutscher Filmschauspieler, Schriftsteller und Regisseur.

## Leben und Wirken
Über den künstlerischen Werdegang des aus altem niederländischen Adel stammenden Graf Perponcher – sein Vater war Wilhelm Henry Carl Georg August Graf von Perponcher-Sedlnitzky, seine Mutter eine geborene Margarethe von Plüskow – ist nichts bekannt. Er kam offensichtlich ohne Theatererfahrungen 1925 zum Kino und spielte bis zum Ende der Stummfilmzeit Nebenrollen in wenig bedeutsamen Produktionen. Einmal, bei der 1926 entstandenen Düsseldorfer Produktion Verlorene Nächte, ließ man ihn auch Regie führen. Mit Beginn der 1930er Jahre verliert sich seine Spur weitgehend. Im Dritten Reich verfasste er einige wenige Bühnenstücke (Aktenzeichen 703/N, Die Erholungsreise) und will nach eigenen Angaben auch als Drehbuchautor (Titel Freizeitschaffen, 1940; Das Dorfbuch, 1941) gearbeitet haben. Unmittelbar nach Kriegsende 1945 holte man Graf Perponcher an die Neuen Kammerspiele in Bonn, wo er bis 1948 als Dramaturg und Regisseur wirkte. Anschließend ließ er sich in Wiesbaden nieder.

## Filmografie (komplett)
als Schauspieler, wenn nicht anders angegeben:
- 1925: Der Liebeskäfig
- 1926: In Treue stark
- 1926: Verlorene Nächte (Regie)
- 1928: Freiwild
- 1929: Ohne Geld durch die Welt